# فرودگاه کلرمون فران اوورن
فرودگاه کلرمون فران اوورن (به انگلیسی: Clermont-Ferrand Auvergne Airport) (به زبان بومی: Aéroport de Clermont-Ferrand Auvergne) یک فرودگاه همگانی با کد یاتا CFE است که یک باند فرود آسفالت دارد و طول باند آن ۳۰۱۵ متر است. این فرودگاه در شهر کلرمون فران کشور فرانسه قرار دارد و در ارتفاع ۳۳۲ متری از سطح دریا واقع شده‌است.

## شرکت‌های هواپیمایی و مقصدهای پروازی
The following airlines operate regular scheduled and charter flights to and from Clermont-Ferrand:
| شرکت‌های هواپیمایی        | مقصدهای پروازی                                                         |
| ------------------------ | ---------------------------------------------------------------------- |
| کورسیکا ایر              | فصلی: آیاتچو – ناپلئون بنوپارت                                         |
| ایر فرانس اجرا توسط هاپ! | شارل دوگل پاریس، اورلی                                                 |
| هاپ!                     | اسخیپول آمستردام فصلی: باستیا – پورتا، فیگاری ساد-کورسه، نیس کوت دازور |
| رایان‌ایر                 | فرنسیسکو جسا کارنئیرو فصلی: استانستد لندن                              |